# Hime formosana
Hime formosana är en fiskart som först beskrevs av Lee och Chao, 1994.  Hime formosana ingår i släktet Hime och familjen Aulopidae. Inga underarter finns listade i Catalogue of Life.